# Endemija
Endemija ili endemska bolest je patologija koja je trajno prisutna na određenom području ili u određenoj populaciji. Endemije mogu biti prisutne u manjem, ali postojanom broju slučajeva na istom teritoriju ili se mogu javljati u obliku manjih epidemija koje uvijek pogađaju isto područje i ponavljaju se u vremenu.
Neki od primjera endemije su AIDS u središnjoj Africi, hepatitis A na Tajlandu ili guba u srednjovjekovnoj Europi. Neke se bolesti mogu definirati endemijama iako nisu zarazne, kao npr. talasemija u južnoj Italiji ili anemija srpastih stanica u subsaharskoj Africi.
Slično kao i s rječju "epidemija", ponekad se termin "endemija" koristi za negativne društvene pojave karakteristične za određeno područje (endemska glad, endemsko siromaštvo, endemska neobrazovanost, endemski kriminal).
Endemije se izučavaju u sklopu epidemiologije.